# روبن شابمان
روبن شابمان (بالإنجليزية: Reuben Chapman)‏ (و. 1799 – 1882 م) هو سياسي من الولايات المتحدة الأمريكية .
تولى منصب قائمة حكام ولاية ألاباما .وهو عضو في الحزب الديمقراطي الأمريكي .